# 安田安五郎
安田 安五郎（やすだ やすごろう、生没年不詳）とは明治時代の東京の地本問屋。

## 来歴
明治時代に霊岸島塩町19番地において地本問屋を営業している。楊洲周延、歌川国松の錦絵や地図などを出版している。

## 作品
- 安田安五郎 「八犬士豪傑競」 大判 錦絵 明治13年（1880年）
- 歌川国松 「第二回内国勧業博覧会図」 大判3枚続 錦絵 明治14年（1881年）
- 楊洲周延「天衣紛上野初花」 大判3枚続 錦絵 明治14年 国立劇場所蔵
- 「改正横浜全図」 明治15年（1882年）
- 「東亰全図」 明治15年